# ونلو (اوهایو)
ونلو، اوهایو (به انگلیسی: Vanlue, Ohio) یک منطقهٔ مسکونی در ایالات متحده آمریکا است که در شهرستان هنکاک، اوهایو واقع شده‌است.

## خصوصیات
ونلو ۰٫۹۳ کیلومترمربع مساحت و ۳۵۹ نفر جمعیت دارد.